# Classique Ave.の飛べない鳩
「Classique Ave.の飛べない鳩」（クラシック・アヴェニューのとべないはと）は、1993年12月1日に発売された日本のロックバンド、DIE IN CRIESのアルバムである。

## 概要
バンドがこれまでに発表した楽曲を再レコーディング・リアレンジしたもの、あるいはライブテイクを収録した「セルフ・カヴァー」アルバムである。
初回盤の三方スリーブケース上部、及びCD帯に "THIS IS NOT A BEST SELECTION" と記載されており、所謂ベスト・アルバムとの位置付けではない。
「(with my song) to you」、「Nocturne」の2曲は、1993年9月16日に埼玉県にある浦和市文化センター（現・さいたま市文化センター）にて行われた「BEARDSLEYのPUZZLE」ツアーからのライブテイクである。
11曲目は空白のトラックとなっており、12曲目の「JUDAS or JESUS?」は本作の歌詞カード等に記載のない、いわゆる隠しトラックである。一部の盤では、11曲目と12曲目が1曲扱いとなり、CD上の総トラック数が11曲になるものもある。

## 収録曲
| 全作詞: kyo、全編曲: DIE IN CRIES & H. SUGAWARA。 |                                                     |      |                   |      |
| #                                                 | タイトル                                            | 作詞 | 作曲              | 時間 |
| 1.                                                | 「MELODIES」                                        | kyo  | 室姫深            | 5:03 |
| 2.                                                | 「Weeping Song」                                    | kyo  | 室姫深            | 3:33 |
| 3.                                                | 「無口な夜」(add. arranged by S. NARITA)            | kyo  | 室姫深、S. NARITA | 4:37 |
| 4.                                                | 「ガラス ノ ショウゾウ」(add. arranged by YUKIHIRO) | kyo  | 室姫深            | 5:12 |
| 5.                                                | 「仮面の下の表情」(add. arranged by YUKIHIRO)       | kyo  | kyo               | 5:00 |
| 6.                                                | 「LOVE SONG」                                       | kyo  | 室姫深            | 4:16 |
| 7.                                                | 「(with my song) to you」                           | kyo  | 室姫深            | 4:51 |
| 8.                                                | 「Nocturne」                                        | kyo  | 室姫深            | 4:35 |
| 9.                                                | 「Love Me」                                         | kyo  | 室姫深            | 5:59 |
| 10.                                               | 「BEARDSLEYのPUZZLE」                               | kyo  | 室姫深            | 5:54 |
| 11.                                               | 「(無音トラック)」                                  | kyo  |                   | 4:10 |
| 12.                                               | 「JUDAS or JESUS?」                                 | kyo  | 室姫深            | 4:12 |

## 参加メンバー
- KYO (Vox.)
- SHIN MUROHIME (a&e, synth. guitar)
- TAKASHI KANEUCHI (bass)
- YUKIHIRO (drums, percussion, computer & sampler programming)

※下記のメンバーは"ADDITIONAL MUSICIANS"として記載
- HIROAKI SUGAWARA (keyboards, computer & sampler operated)
- JUN TAKAGI (keyboards, computer & sampler operated) ※7、8曲目に参加